# Aneta Łazarska
Aneta Łazarska (ur. 22 czerwca 1977 w Wołominie) – polska prawniczka, doktor habilitowana nauk prawnych, wykładowczyni Uczelni Łazarskiego w Warszawie, od 2014 sędzia Sądu Okręgowego w Warszawie.

## Życiorys
W 2001 ukończyła z wyróżnieniem Wydział Prawa i Administracji Uniwersytetu Warszawskiego na podstawie pracy magisterskiej Zagadnienia prawno-karne w orzecznictwie Trybunału Konstytucyjnego (promotor: Lech Gardocki). W 2012 obroniła na UW napisany pod kierunkiem Tadeusz Erecińskiego doktorat nt. Rzetelny proces przed sądem cywilnym. W 2019 habilitowała się na Uczelni Łazarskiego na podstawie pracy Niezawisłość sędziowska i jej gwarancje w procesie cywilnym. Od 2015 pracuje w Katedrze Prawa Cywilnego UŁ.
Równolegle do pracy naukowej pracuje jako sędzia. W 2005 zdała egzamin sędziowski. Od 2005 do 2009 pracowała jako asesorka i sędzia w wydziale cywilnym Sądu Rejonowego dla Warszawy-Woli. Od 1 stycznia 2010 do 31 grudnia 2011 była asystentką sędziego w Izbie Cywilnej Sądu Najwyższego oraz Pierwszego Prezesa Sądu Najwyższego. Od 2012 do 2014 orzekała w wydziale gospodarczym Sądu Rejonowego dla m.st. Warszawy. 7 października 2014 otrzymała nominację do Sądu Okręgowego w Warszawie, gdzie orzeka w XXIII Wydziale Gospodarczym Odwoławczym.
Jest autorką lub współautorką licznych artykułów. Regularnie publikuje i wypowiada się w prasie codziennej, np. Rzeczpospolitej i Dzienniku Gazecie Prawnej.

## Publikacje książkowe
- Rzetelny proces przed sądem cywilnym, Warszawa: Wydawnictwa Uniwersytetu Warszawskiego, 2011.
- Rzetelny proces cywilny, Warszawa: Wolters Kluwer Polska, 2012, ISBN 978-83-264-3822-6.
- Sędziowskie kierownictwo postępowaniem cywilnym przed sądem pierwszej instancji, Warszawa  : Lex a Wolters Kluwer business, 2013, ISBN 978-83-264-4357-2.
- Elektroniczny protokół a wymiar sprawiedliwości : materiały z konferencji Stowarzyszenia Sędziów Polskich „Iustitia”, Warszawa, 31 marca 2014 r., Warszawa: Stowarzyszenie Sędziów Polskich „Iustitia”, 2015, ISBN 978-83-920641-1-4.
- Myśl ustrojowa Pierwszego Prezesa Sądu Najwyższego Stanisława Dąbrowskiego (red.), Sokołów Podlaski : Sokołowski Ośrodek Kultury, 2016, ISBN 978-83-940811-2-6.
- Niezawisłość sędziowska i jej gwarancje w procesie cywilnym , Warszawa: Wolters Kluwer, 2018, ISBN 978-83-8107-422-3.